# Juncus firmus
Juncus firmus är en tågväxtart som beskrevs av Lawrence Alexander Sidney Johnson. Juncus firmus ingår i släktet tåg, och familjen tågväxter. Inga underarter finns listade i Catalogue of Life.